# Comcast Building
Comcast Building (popularnija kao 30 Rockefeller Center ili 30 Rock) američki je Art Deco neboder koji se nalazi u središtu Rockefeller centra na Manhattanu u New York Cityju. Zgrada je više je puta preimenovana, posljednji put 1. srpnja 2015., nakon što je Comcast otkupio vlasnika nebodera, NBC Universal. Građevina je nosila naziv RCA Building od 1933. do 1988., a zatim i GE Building od 1988. do 2015. Popularni nadimci nebodera su "Ploča" i "30 Rock". Građevina je najpoznatija kao sjedište američke nacionalne televizijske mreže NBC. S visinom od 260 metara i 70 katova, zgrada je 14. najviša u New Yorku i 39. u SAD-u.
30 Rock je 2014. godine kompletno renoviran s troškom od 170 milijuna dolara. Kao dio renovacije, postavljeno je novo Comcast znakovlje na vrhu nebodera; kao i natpis "Comcast Building" na ulazu u zgradu, te je po prvi postavljen NBC-ov logotip, čuveni "NBC paun", na eksterijeru zgrade.

## Povijest
Neboder je dovršen 1933. godine kao dio kompleksa Rockefeller centra. Istaknuti Art Deco arhitekt Raymond Hood vido je tim Rockefellerovih arhitekata. Nazvan je RCA Building po sovme glavnom korisniku, elektronskoj tvrtci RCA, koju je 1919. osnovao konglomerat General Electric. Tijekom gradnje, fotograf Charles Clyde Ebbets uslikao je poznatu fotografiju "Ručak na vrhu nebodera" na 69. katu. NBC je svoje mreže smjestio u novu zgradu, koja je također prozvana "Radio City".  NBC je bila prva nacionalna radijska mreža koju je započela tvrtka RCA 1926. godine.
Uredi obitelji Rockefeller bili su u sobi 5600 na 56. katu. Ovaj prostor i danas drži obitelj Rockefeller i partneri, između 54. i 56. kata grade. John D. Rockefeller imao je privatni trezor u podrumu zgrade, dostupnog preko privatnog dizala iz njegova ureda.
1985., 30 Rock je uvršten u popis nacionalnih znamenitosti SAD-a. Tadašnja RCA Building preimenovana je u GE Building 1988. godine, dvije godine nakon što je General Electric ponovo otkupio tvrtku RCA.
NBC-ov sitcom Televizijska posla (engleski naziv serije je 30 Rock), koji prikazuje osoblje fiktivne TV emisije unutar nebodera, dobio je ime prema popularnom nadimku i adresi zgrade. Osim dviju epizoda koje su snimane unutar zgrade, humoristična je serija koristila eksterijerne snimke i povremene snimke predvorja zgrade, dok su scene u unutrašnjosti zgrade snimane u studiju u Queensu.
Od kraja 1960. godine do listopada 1993., u zgradi se nalazio službeni ured za vremensku prognozu za New York City; kasnije je ured preseljen na Long Island. KWO35, vremenska stanica radija NOAA namijenjena za većinu regije, originalno se odašiljala s vrha nebodera sve do 2014. Zbog smetnji i mješanja s radijskom mrežom Američke obalne straže, odašiljač je premješten na vrh newyorškog nebodera MetLife Building. Radarska stanica za vremensku prognozu se također nalazila na vrhu zgrade.
U lipnju 2014., Comcast je dobio dozvolu newyorškog povjerenstva za očuvanje znamenitosti da izmjeni dijelove zgrade kako bi se odrazilo njihovo vlasništvo NBC Universala na dijelovima nebodera. GE Building se zatim preimenovala u Comcast Building. Comcast je obznanio planove da neonski znak "GE" na vrhu zgrade zamjeni s Comcast znakovljem i NBC-ovim logotipom visokim 5,2 m i s LED rasvjetom na zapadnom pročelju zgrade. Dodana je nova nadstrešnica na ulazu s američke avenije, s reklamom emisije The Tonight Show.
Naposljetku, 1. srpnja 2015., znakovlje "GE" s vrha zgrade zamijenjeno je poznatim logotipom NBC-a, paunom u duginim bojama, te znakom Comcasta; tada je građevina i službeno dobila novi naziv Comcast Building.

## Značajke
30 Rock je jedna od najpoznatijih i prepoznatijih nebodera u New Yorku. Friz iznad glavnog ulaza izradio je Lee Lawrie a prikazuje "Mudrost", zajedno sa sloganom koji glasi: "Mudrost i znanje spasonosno su blago tvog vijeka", iz knjige Izaija (33 6). Vertikalni detalji oštre Art Deco fasade zgrade integrirano je s nježnim, 
funkcionalno izražajnim oblikom. Današnji eksterijer uočljiv je s logotipom Comcasta i NBC-ovim "paunom" na vrhu. Poznata nadstrešnica iznad ulaza u 49. ulici viđen je na mnogim televizijskim programima, poput humorističnih serija Televizijska posla i Seinfeld. Još jedna nadstrešnica, dodana na ulazu na Šestoj aveniji u jesen 2014. godine kao dio opsežne renovacije, prikazuje reklamu za The Tonight Show voditelja Jimmyja Fallona. Za razliku od ostalih građevina Art Deco sila izgrađenih u 1930-ima, 30 Rockefeller Plaza nema antenu na krovu.
U podnožju zgrade je veliki prostor za šoping, dizalom povezan s predvorjem. Bogati materijali, te crne i bež ukrasne sheme u predvorju naglašene su dramatičnim osvjetljenjem prostora. Granit obuhvaća bazu zgrade do visine 1,2 metra, dok okno sadrži uglednu fasadu od vapnenca s aluminijskim panelima između lukova.
Na 65. katu zgrade je event-soba i restoran naziva Rainbow Room. Često je obnavljan i otvaran javnosti dok nije zatvoren 2009. zbog ekonomske krize. Interijer prostorije ima status nacionalne znamenitosti, dobivši nagradu grada 2012. godine. Nakon opsežnog preuređenja, Rainbow Room je ponovo otvoren u jesen 2014.

## Vanjske poveznice
- službena "Top Of The Rock" stranica
- RCA/GE Building  Arhivirana inačica izvorne stranice od 17. lipnja 2013. (Wayback Machine), in-Arch.net
- Top Of The Rock, foto galerija
- NYC Insider Guide, unutrašnje tajne i obavijesti
- Tvrtke na lokaciji 30 Rockefeller Plaza